# Alessio Brugna
Alessio Brugna (3 april 1995) is een Italiaans wielrenner.

## Carrière
In 2016 sprintte Brugna naar de vierde plaats in de Circuito del Porto, achter Marco Maronese, Riccardo Minali en Simone Consonni. Een jaar later behaalde hij zijn eerste UCI-zege toen hij de laatste etappe van de Grote Prijs van Gemenc op zijn naam schreef.

## Overwinningen
2017
2e etappe Grote Prijs van Gemenc